# トゥーラウ
トゥーラウ（ベラルーシ語: Тураў）は、ベラルーシのホメリ州ジトカヴィーチ地区(bex)の市である。ベラルーシで最も古い都市の一つであり、12世紀・13世紀にはトゥーロフ公国の首都だった。歴史的地域区分としてはパレーッシェ（ポリーシャ・ポレシエ） に含まれる。なお、歴史学的文献においてはトゥーロフ、トゥロフ等とも表記されている。
（留意事項）
12 - 13世紀のトゥーラウを首都としていた公国は、2013年時点の日本語書籍では多く「トゥーロフ公国」と表記されているために、本頁では「トゥーロフ公国」、またその君主を「トゥーロフ公」と表記している。

## 地理
プリピャチ川から南東に25km、鉄道ではホメリ市から258kmの位置にある。

## 歴史

### キエフ大公国時代

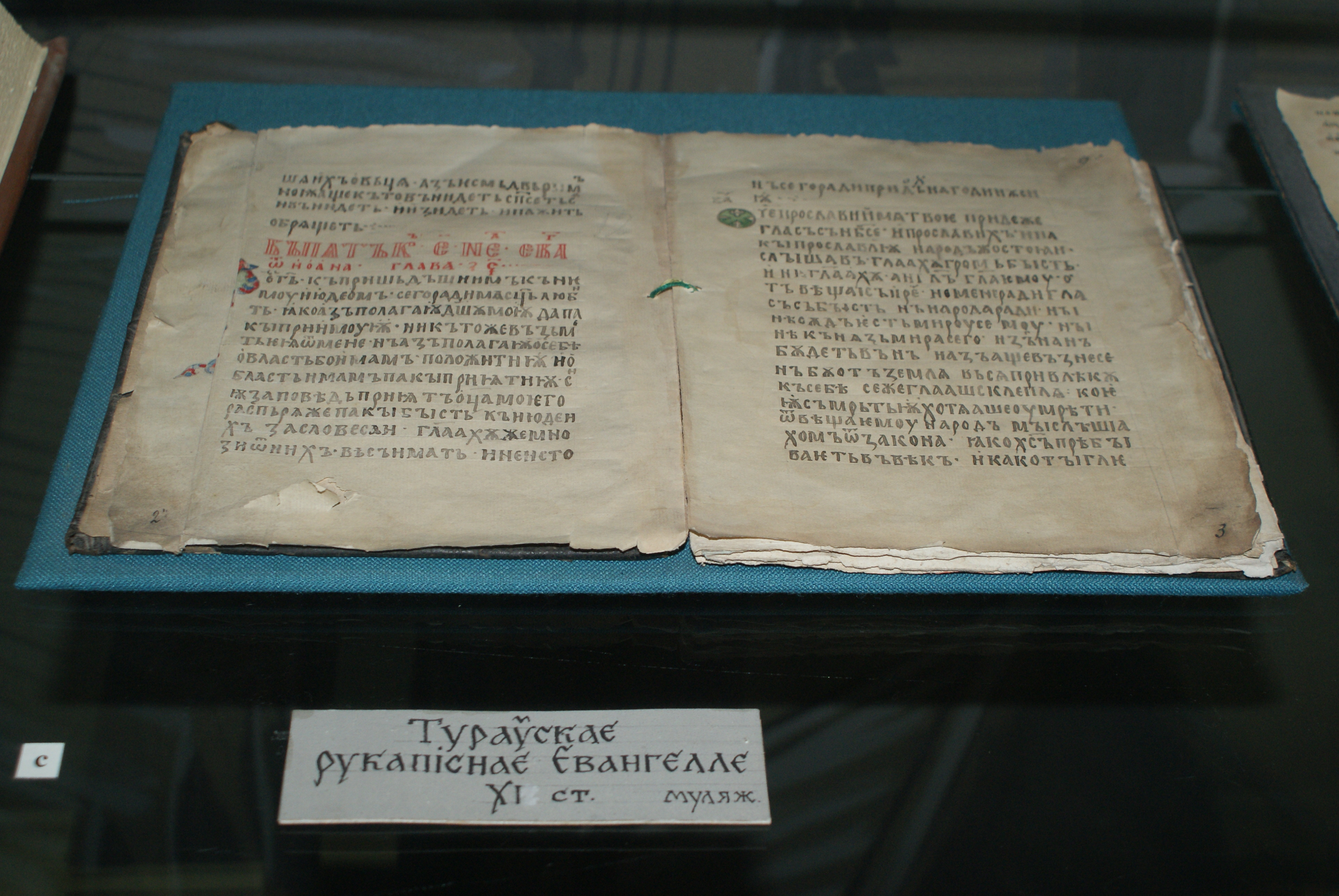
11世紀の『トゥーラウ福音経』

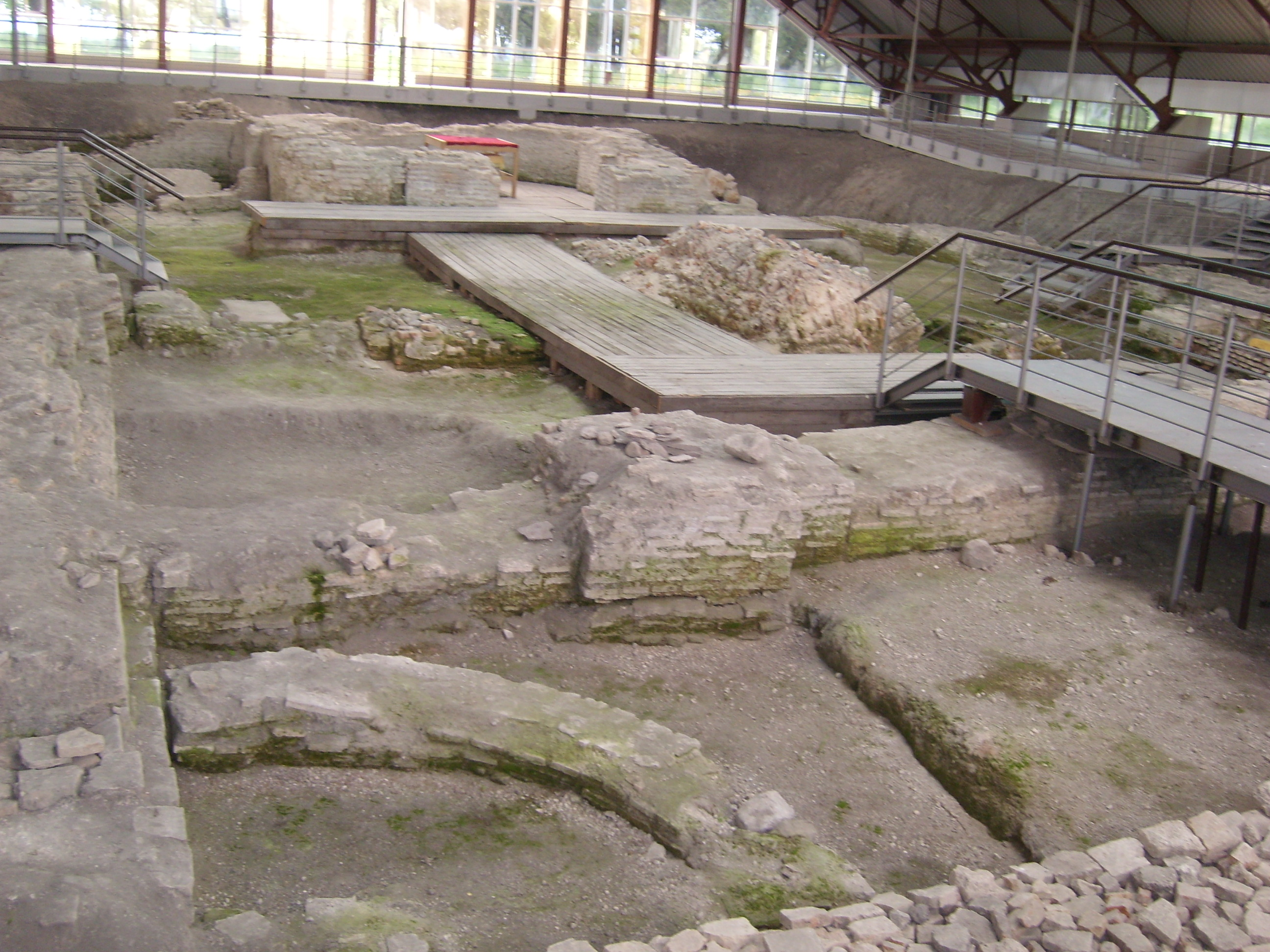
12世紀の教会跡

トゥーラウはドレゴヴィチ族の政治・経済・文化の中心地であった。都市はプリピャチ川へ流入するヤズディ川とストルメニ川の合流地点に造られた。プリピャチ川はドニエプル川、そして黒海へとつながっており、その一連の河川のつながりは、ヴァリャーグからギリシアへの道の一部として、コンスタンティノープルとの交易に利用されていた。『原初年代記』の中に都市の名が初めて言及されるのは980年のことであり、「トゥーラウではトゥルィ(Тур)という者が権力をもっており、都市の名は彼の名による」という主旨の記述が見られる。
1005年、トゥーラウにギリシャ正教の管区が置かれた。11世紀には、当地出身の神学者・哲学者のキルィラ・トゥラウスキ によって、ベラルーシで最も古い書籍である『トゥーロフ福音書(be)』が書かれた。12世紀には、トゥーロフ公国には2つの修道院と85の教会があった。
1158年、ルーシ諸公の抗争(ru)の最中、トゥーラウとピンスクは10週間にわたって包囲された。これはルーシの諸公の戦いにおいて、もっとも長期的な包囲戦であった。また、1230年ごろにはトゥーラウに地震が起き、都市が損害を被っていたことが、1961年の調査で解明している。1246年末には、トゥーラウも含む南部ベラルーシでモンゴル帝国軍との戦いが行われた。
キエフルーシ時代、トゥーラウは上記の交易ルートによって重要な交易中心地であり、トゥーロフ公の位にはリューリク朝出身者が就いていた。また、戦略上の重要拠点でもあり、あらゆる産業が発展した。なお、1180年代にはトゥーロフ公国からピンスク公国が分離・独立している。

### リトアニア大公国時代
1320年から1330年ごろ、トゥーロフ・ピンスク公国はリトアニア大公国に編入された。1430年にはシュヴィトリガイラが都市の支配者となり、15世紀末にはグリンスク公ミハイル(bex)がトゥーラウを支配した。1502年にタタール人によって街が破壊されると、ミハイルはモスクワ大公国へ逃亡したため、トゥーラウは復旧に従事したコンスタンティ・オストログスキ家のものとなった。オストログスキ家はおよそ1世紀の間トゥーラウを管理していた。
1648年、ボグダン・フメリニツキーの指揮の下、コサック軍がトゥーラウを占領した。またその後のリトアニア大公国軍との争奪戦、さらにモスクワ大公国との戦争を通して、街は何度も破壊された。1648年には401の屋敷があったのに対し、1667年には111を数えるのみとなった。

### ロシア帝国時代

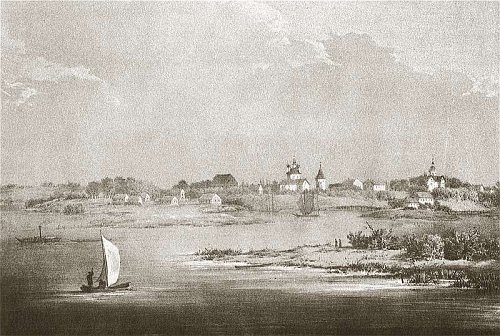
近代のトゥーラウの風景を描いた作品
（オルダ・ナポレオン(ru)・1856年）

1793年、第2次ポーランド分割の後、ロシア帝国のミンスク県に編入された。トゥーラウでは19世紀の間、地方的な素朴な町並みが保存されていた。1882年に出版されたアダム・キルコル(ru)の著書 の中には、「今はただのプリピャチ川右岸地域の小さく貧しい村だが、歴史的見地からみて最も古く注目すべき都市であり、それを確かめに訪れるべきである」「現在のトゥーラウは、かつての輝かしい時代の記憶以外に、とりたてて批評を下す意義はない」と記されている。一方、当時のトゥーラフには木造の歩道があり、中央の公園ではオーケストラの演奏が行われていた。水路が引かれ、プリピャチ川、そしてキエフまで船で行くことができた。なお、16世紀からユダヤ人社会が形成され、1897年には2252人（総人口4290人のうち52.3%）のユダヤ人がいた。

### 20世紀

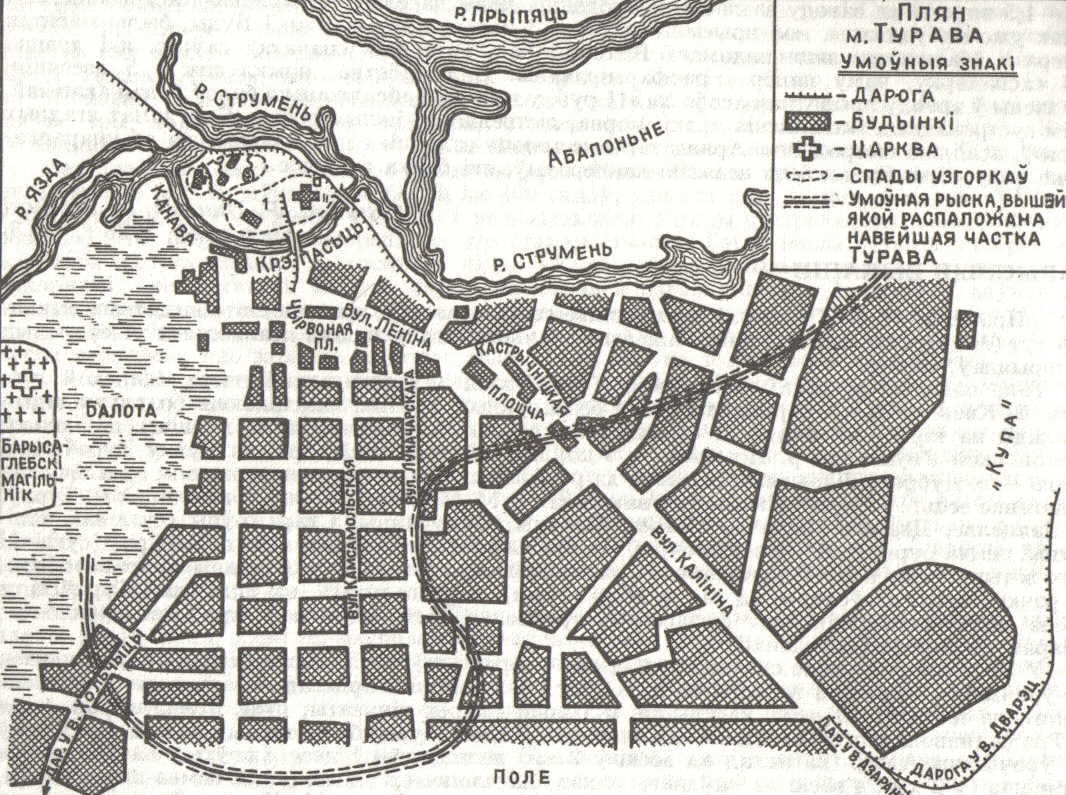
1926年の都市計画図

1940年、パレッシェ州(ru) の1区となった。1941年の夏にナチス・ドイツ軍に占領されたが、同年10月にはすでにトゥーラウの人々による反ファシスト組織が活動を始めている。なお、20世紀にはベラルーシのユダヤ人の多くはアメリカへ移住を始めていたが、第二次世界大戦中のホロコーストにより、トゥーラウを含むベラルーシのユダヤ人が殺害された。都市は1944年7月5日に解放された。1962年、トゥーラウは市から都市型集落へと改編され、ジトカヴィーチ地区の一部となった。

### 現在
2004年8月10日、トゥーラウは市に昇格した。また同年、古代スラヴ人の文献と出版物の日を制定した。現在、野菜の缶詰やジュースを作る工場・乳製品のコンビナート企業がある。2006年にトゥーラウに勤める人は3100人いた。2008年には新しいホテルが建設され、観光客のためのインフラ整備が行われた。市にはプリピャチ国立公園 があり、また付近の草地では、春には増水によって島のようにみえるユニークな自然の造形美を見ることができる。

## 史跡・記念碑
- 石造りの十字架：20世紀の終わりに、古い墓地の一画から出土した。表面は磨耗していたが端は鋭かったため、地面の下で「成長」していたのではないか、とも一部で言われた。
- 1170年代の教会の土台部分：奥行き29.3m、幅17.9m。キエフルーシ時代の西部のものでは最大の大きさである。1961年に発掘され、1230年の地震で破壊されていたことが判明した。
- オールセインツ教会(en)：1810年建設の教会。名物の2mの石の十字架は、伝承では、下流のキエフから上流のトゥーラウへ流れを逆らって船で運ばれたと言われる。
- キルィラ・トゥラウスキの像：高さ7mの記念碑。1994年建設。

## ゆかりの著名人
- キルィラ・トゥラウスキ[5]（キリル・トゥーロフスキー[6]）：（1130年 - 1182年）。トゥーラウ出身の神学者・哲学者。
- コンスタンティ・オストログスキ：（1526年 - 1608年）。16世紀にトゥーラウを治めた。
- アレクサンドル・シフマン(ru)：（1907年 - 1993年）。トゥーラウ出身の文芸評論家。